# Miyajima
Miyajima (japanisch 宮島, wörtlich: „Schrein-Insel“; eigentlicher Name: 厳島 Itsuku shima, deutsch ‚Insel der Strenge‘) ist eine Insel in Japan und gehört laut dem konfuzianischen Gelehrten Hayashi Razan zusammen mit Amanohashidate und Matsushima zu den drei schönsten Landschaften Japans.
Die 30,33 km² große Insel liegt etwa zwanzig Kilometer südwestlich von Hiroshima, unmittelbar vor der Küste von Honshū in der Seto-Inlandsee. Sie kann mit Passagierbooten direkt von Hiroshima aus erreicht werden. Außerdem besteht mehrmals pro Stunde eine Fährverbindung von Miyajimaguchi aus, mit der auch die Fahrzeuge der Einwohner übersetzen.
Auf Miyajima lag die Gemeinde Miyajima (宮島町 -chō) mit ungefähr 2.000 Einwohnern, die am 3. November 2005 zusammen mit der Insel Teil der Stadt Hatsukaichi wurde.
Auf der Insel läuft zahmes Wild frei umher. Der Berg Misen (弥山) in der Inselmitte ist bekannt für seine Japanmakaken, die sich vor allem an der Bergstation der Seilbahn frei und ohne Scheu zwischen den Besuchern bewegen.
Ein typisches Souvenir der Insel sind hölzerne Reislöffel (Shamoji). Kulinarische Spezialitäten sind gegrillte Austern und mit roter Bohnenpaste gefülltes Kleingebäck in Ahornblattform.

## Geschichte
Die Insel galt bereits in frühhistorischer Zeit als heiliger Ort.
In der Vergangenheit durfte es auf Itsukushima weder Geburten noch Todesfälle geben, da beides als Zustand der Unreinheit galt, und auch heute noch werden Tote von der Insel auf die Hauptinsel Honshū gebracht. Frauen dürfen Miyajima erst seit dem 20. Jahrhundert betreten.

## Itsukushima-Schrein
Die Grundform des Schreins entstand im Jahr 593. Die noch heute erhaltene Struktur wurde im 12. Jahrhundert für Taira no Kiyomori erbaut.
Die Hauptgebäude des Itsukushima-Schreins ruhen direkt vor der Insel auf erhöhten Plattformen, deren Pfeiler bei Flut im Wasser stehen, so dass die ganze Anlage zu schwimmen scheint. Sie sind mit einem 280 Meter langen überdachten Korridor miteinander verbunden.
Teil des Schreins ist die älteste erhaltene Nō-Bühne der Welt, bestehend aus einer überdachten Bühne und einem durch eine Brücke damit verbundenen Gebäude für die Schauspieler.
Weltberühmt ist das hölzerne Torii aus dem Jahr 1875, das etwa 160 Meter vor dem Schrein steht. Bei Ebbe kann es zu Fuß erreicht werden, bei Flut steht es vollständig im Wasser. Es ist eines der meistfotografierten Wahrzeichen Japans.
Der Schrein und das Torii wurden 1996 von der UNESCO zum Weltkulturerbe erklärt.
Anfang September 2004 zerstörte ein heftiger Taifun einen großen Teil der Schreinanlage, die Gebäude wurden jedoch rasch wieder neu aufgebaut.
Der Schrein ist einer der begehrtesten (und teuersten) Orte für traditionelle japanische Hochzeiten. In seltenen Fällen werden dabei auch traditionelle zeremonielle Tänze (Kagura) mit Begleitung durch traditionelle Instrumente aufgeführt.

## Berg Misen
Der 535 Meter hohe Berg Misen (弥山 Misen) im Zentrum der Insel ist vollständig mit Wald bedeckt, unterhalb der Nordseite des Berges existiert sogar noch Urwald. Auf den Gipfel führt eine Seilbahn, der Berg kann aber auch auf einem steilen Pfad vom Tempel Daishō-in (大聖院) aus erstiegen werden.
Als Erstbesiedler des Berges Misen gilt der buddhistische Mönch Kūkai (auch bekannt als Kōbō-Daishi), der sich angeblich im Herbst 806 100 Tage lang für asketische Übungen dorthin zurückzog. Das von ihm entzündete Feuer soll seither niemals erloschen sein und brennt heute in der „Halle des nie verlöschenden Feuers“ (不消霊火堂, Kiezu no Reika-dō) unterhalb des Gipfels. Es ist auch der Ursprung der Flamme im Friedensgedenkpark von Hiroshima für die Opfer des Atombombenabwurfes.
Zu Ehren der drei Berggötter des Berges wird jedes Jahr Mitte April und Mitte November ein Feuerlauf durchgeführt, bei dem die Gläubigen über durch das ewige Feuer entzündete Kohlen laufen.

## Senjō-kaku

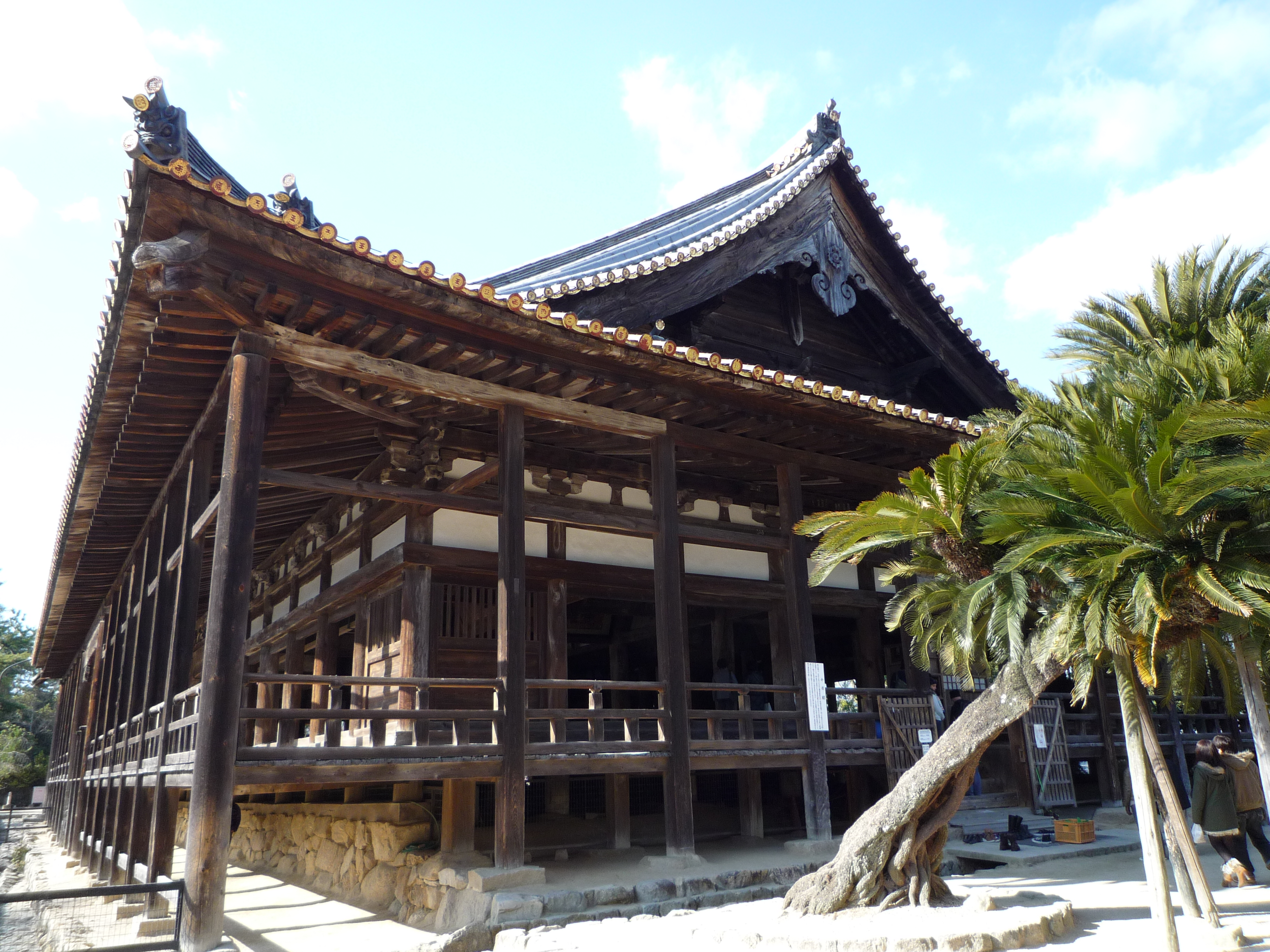
Senjō-kaku

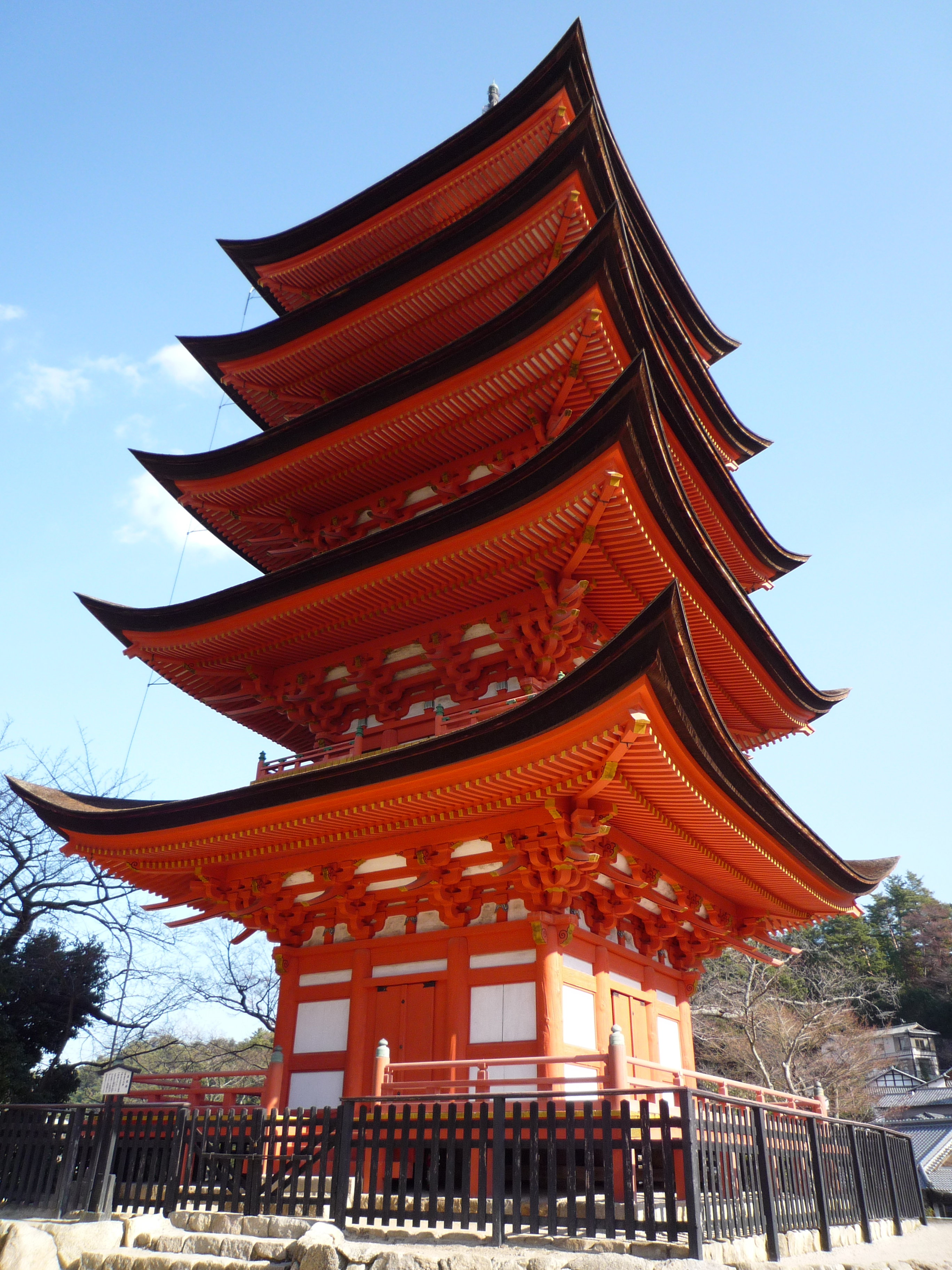
Fünfstöckige Pagode

1587 befahl Toyotomi Hideyoshi, diese Halle zu bauen, um hier jeden Monat buddhistische Sutren zur Tröstung der Seelen der Kriegsgefallenen singen zu lassen. Als Hideyoshi 1598 starb, war das Gebäude noch nicht fertiggestellt, es fehlen Wände und Decken. Der eigentliche Name dieser Halle ist Toyokuni-Schrein (豊国神社, Toyokuni-jinja, dt. etwa „Schrein des üppigen Landes“), so benannt 1872 und der Seele Hideyoshis gewidmet; aber im Allgemeinen nennt man ihn Senjō-kaku (千畳閣), „Turm der tausend Tatamis“, eine Anspielung auf die Größe der Halle, die aus massiven Holzbalken- und Pfeilern erbaut ist.

Neben der Halle steht eine fünfstöckige Pagode, die durch ihre stark orange-rote Farbe auffällt. Sie gehört auch zum Itsukushima-Schrein. Das Besondere dieser Pagode ist der zentrale Stützbalken, der von der Spitze nur ins erste Stockwerk reicht. Fünf Pagoden dieser Art soll es in Japan geben.